# Team Sonic Racing
Team Sonic Racing is een computerspel ontwikkeld door Sumo Digital en uitgegeven door Sega voor de PlayStation 4, Switch, Xbox One en Windows. Het racespel is uitgekomen op 21 mei 2019.

## Spel
Team Sonic Racing is een racespel met karts, maar verschilt van traditionele kartracers doordat het is gericht op co-operatieve gameplay. De speler maakt onderdeel uit van een team racers dat wedstrijden moet winnen door middel van efficiëntie, in plaats van snelheid. Zo zijn er spelmodi waarin men racet met punten, tijduitdagingen of met een verhaal.
De speler kiest uit 15 personages uit de Sonic-serie om vervolgens te racen op een van de 21 banen die qua thema zijn gebaseerd op locaties uit de franchise. Er zijn drie typen klassen; snelheid, techniek en kracht. Men kan een snelheidsboost krijgen door over een paneel te rijden, er kunnen trucs worden uitgehaald wanneer de wagen zweeft, en er kan worden gedrift om scherpere bochten te maken.

## Ontvangst
| Recensiescore       | Recensiescore                 |
| Recensieverzamelaar | Score                         |
| ------------------- | ----------------------------- |
| Metacritic          | 71% (NS) 72% (PS4) 73% (Xone) |
| Publicist           | Score                         |
| Destructoid         | 7                             |
| Game Informer       | 7,25                          |
| GameSpot            | 7                             |
| IGN                 | 8,5                           |
| Nintendo Life       | 7                             |
| The Guardian        | 3/5                           |
| Push Square         | 7                             |
| Screen Rant         | 3,5/5                         |

Team Sonic Racing ontving gemengde recensies. Men prees de gameplay en het ontwerp van de racebanen. Het gevoel om teamgenoten te helpen in de race gaf een positieve indruk, volgens Nintendo Life. Kritiek was er op de matige presentatie van het verhaal en de inhoud van het spel.
Op aggregatiewebsite Metacritic heeft het spel verzamelde scores van 71% (Switch), 72% (PS4) en 73% (Xone).
Het spel won in 2018 de Gamescom-prijs voor Best Casual Game.